# Julia Windischbauer

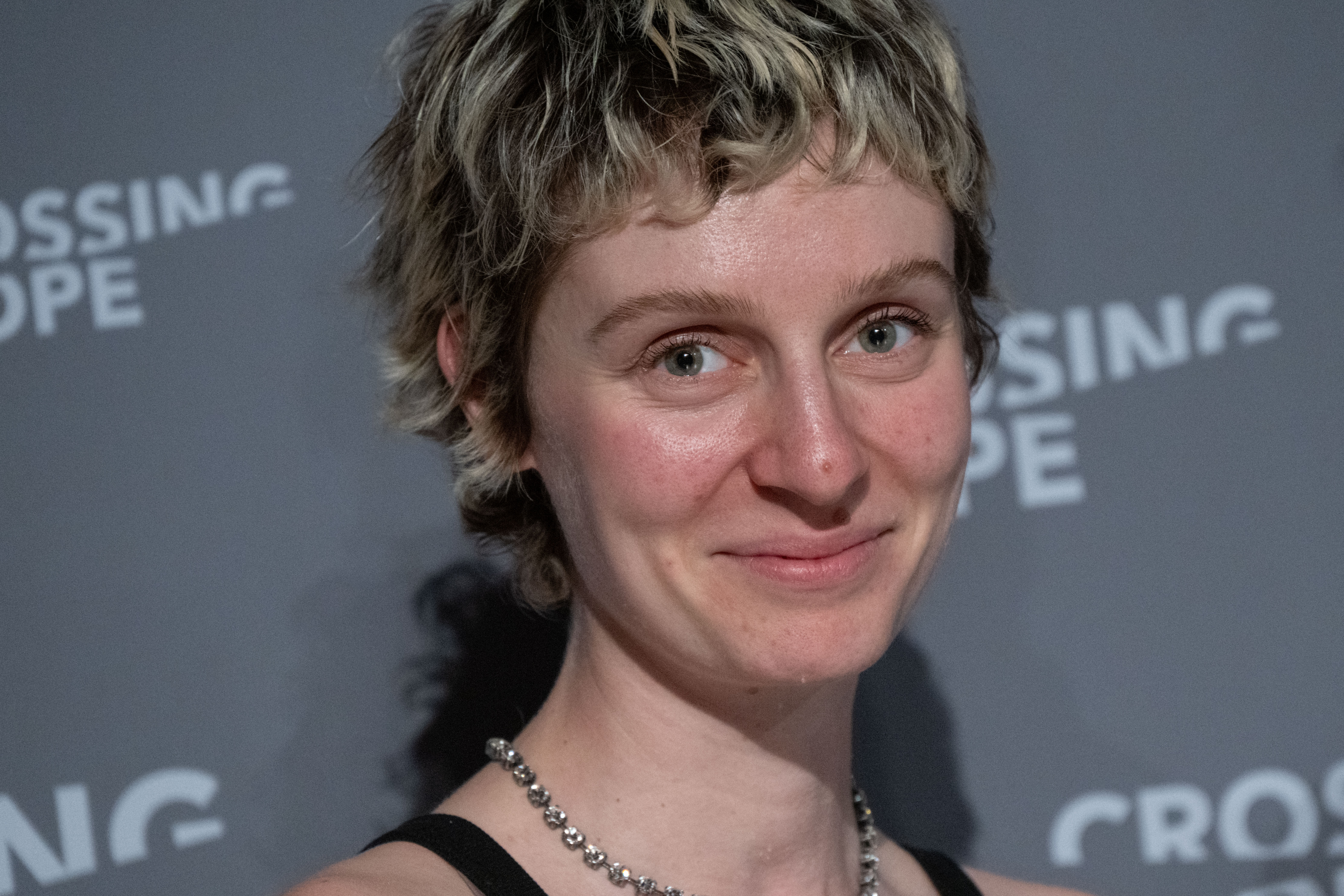
Julia Windischbauer (2025)

Julia Windischbauer (* 15. Dezember 1996 in Linz) ist eine österreichische Schauspielerin, Regisseurin, Filmproduzentin und -editorin.

## Leben

### Ausbildung und Wirken am Theater
Windischbauer wuchs in Leonding auf, besuchte in Linz das Bundesrealgymnasium und erhielt parallel seit 2008 eine künstlerische Ausbildung bei der Musical Theatre Academy in Puchenau bei Linz. Nach der Matura schrieb sie sich für Anglistik und später für Theaterwissenschaften an der Universität Wien ein und spielte nebenbei in Nachwuchsprojekten am Landestheater Linz und der Jungen Burg in Wien mit. Von 2016 bis 2020 studierte sie Schauspiel an der Münchner Otto-Falckenberg-Schule und wurde 2019 mit dem O.E. Hasse-Preis ausgezeichnet.
Während ihres letzten Studienjahres wurde Windischbauer 2019 festes Mitglied der Münchner Kammerspiele unter der Intendanz von Matthias Lilienthal. Die Inszenierung The Vacuum Cleaner, in der sie die Titelrolle gab, wurde 2020 zum Berliner Theatertreffen eingeladen. Windischbauer erhielt für diese Rolle fünf Nominierungen zur „Nachwuchsschauspielerin des Jahres“ der Zeitschrift Theater heute.
Von August 2020 bis August 2023 war sie festes Ensemblemitglied des Deutschen Theaters Berlin wo sie unter anderem als Elisabeth in Maria Stuart und Caliban in Der Sturm zu sehen war. Seit September 2023 ist sie festes Ensemblemitglied am Burgtheater Wien.

### Film
Bereits während ihres Studiums stand Windischbauer in Kurz- und Kunstfilmen der Filmakademie Wien, HFF München, Akademie der bildenden Künste München und diversen anderen Produktionen vor der Kamera. Der Kurzfilm Gör,  in dem sie die Hauptrolle spielte, wurde im Jahr 2021 mit dem Deutschen Kurzfilmpreis ausgezeichnet. Im Jahr darauf übernahm sie eine der Hauptrollen in Elena Wolffs Beziehungsdrama Para:dies (2022), das sie auch produzierte und als Editorin verantwortete. Für ihre Leistung als Jasmin erhielt Windischbauer die Auszeichnung für den „Besten Schauspielnachwuchs“ beim Filmfestival Max Ophüls Preis 2022 sowie den Schauspielpreis der Diagonale '22. 2024 übernahm sie die Hauptrolle in Aaron Ahrens Debütfilm Sonnenplätze und wurde dafür bei den First-Steps-Awards mit dem Götz-George-Nachwuchspreis ausgezeichnet.
2025 wurde Windischbauers Regiedebüt Callas, Darling veröffentlicht, für das sie auch das Drehbuch schrieb und eine der Hauptrollen übernahm. Für diese Regiearbeit erhielt Windischbauer den Local-Artist Award des Crossing-Europe-Festivals 2025.

### Privates
Julia Windischbauer lebt in Wien und Berlin.

## Theaterrollen (Auswahl)
- 2016: Katha in Radikal von Brigitta Waschnigg, Regie: Brigitta Waschnig, Uraufführung Landestheater Linz[14]
- 2019: Goneril in König Lear von William Shakespeare, Regie: Stefan Pucher, Münchner Kammerspiele
- 2019: Titelrolle in The Vacuum Cleaner von Toshiki Okada, Regie: Toshiki Okada, Uraufführung Münchner Kammerspiele[15]
- 2020: Elisabeth in Maria Stuart von Friedrich Schiller, Regie: Anne Lenk, Deutsches Theater Berlin[2]
- 2021: Tochter in Karpatenflecken von Thomas Perle, Regie: András Dömötör, Deutsches Theater Berlin[2]
- 2021: Frau Brigitte in Der zerbrochne Krug von Heinrich von Kleist, Regie: Anne Lenk, Deutsches Theater Berlin[16]
- 2022: Caliban in Der Sturm von William Shakespeare, Regie: Jan Bosse, Deutsches Theater Berlin
- 2023: Recha in Nathan der Weise von G. E. Lessing, Regie: Ulrich Rasche, Salzburger Festspiele
- 2023: Sonja in Verführung von Lukas Bärfuss, Regie: András Dömötör, Deutsches Theater Berlin[2]
- 2024: Brünhild in Hildensaga. Ein Königinnendrama von Ferdinand Schmalz Regie: Jan Bosse, Burgtheater Wien[17]
- 2024: Titelrolle in Iphigenie auf Tauris von J. W. Goethe, Regie: Ulrich Rasche, Akademietheater Wien[18]

## Filmografie (Auswahl)
- 2022: Gör
- 2022: Para:dies, Spielfilm (auch Produktion und Schnitt)
- 2022: Zitterinchen
- 2024: Sonnenplätze
- 2025: Callas, Darling (auch Buch und Regie)
- 2025: Tatort: Wir sind nicht zu fassen!
- 2025: Unterwegs im Namen der Kaiserin

## Auszeichnungen
- 2019: O.E.Hasse-Preis der Akademie der Künste, Berlin[4]
- 2021: Crossing-Europe-Award - Local Artist[19]
- 2022: „Bester Schauspielnachwuchs“ beim Filmfestival Max Ophüls Preis 2022 für Para:dies
- 2022: „Diagonale Schauspielpreis“ bei der Diagonale 2022 für Para:dies[20]
- 2024: First Steps: Götz-George-Nachwuchspreis[12]
- 2025: Crossing-Europe-Award - Local Artist[21]